# Frem Hellebæk
Frem Hellebæk (eller Frem Hellebæk Fodbold) er en dansk fodboldklub beliggende i Hellebæk i Nordsjælland. Klubben blev stiftet i 1925. Klubben spiller i Sjællandsserien.
Frem Hellebæk spiller til dagligt ved Nordkysthallen.